# اهیتیتی
اهیتیتی (به لاتین: Ahititi) یک منطقهٔ مسکونی در نیوزیلند است که در New Plymouth District واقع شده‌است.